# 郭伯雄
郭伯雄（1942年7月—），陕西省礼泉县人，中国人民解放军前主要领导人之一，原副国级领导人，小名“锤锤”。1961年8月入解放军服役，三年后被提升为军官，成为职业军人。1963年3月，在军中加入中国共产党，是中国共产党第十六、十七届中央政治局委员、中央军事委员会副主席。
郭伯雄于2012年11月卸任中國共產黨中央軍事委員會副主席职务，2013年3月卸任中華人民共和國中央軍事委員會副主席职务，正式退休。
2015年4月9日，中共中央依照中国共产党的纪律条例，决定对郭伯雄进行组织调查，但此事对外并没有公开。7月30日，中纪委网站正式宣布，郭伯雄涉嫌受贿犯罪，中共中央政治局会议已决定将其开除中共党籍，移交最高人民检察院授权军事检察机关依法处理。郭伯雄虽与徐才厚同为军委副主席，但他在解放军中的资历比徐才厚深（郭伯雄和徐才厚于1999年9月分别以常务（第一）副总参谋长和总政治部常务（第一）副主任身份进入中央军委；郭伯雄于2002年11月起担任中共中央政治局委员和中央军委副主席，而徐才厚则是2004年9月起担任中央军委副主席，三年后在中共十七大上才进入中央政治局），因此他也是迄今为止在中国人民解放军中被调查的职务最高、资历最深的一位军官。
2016年4月5日，中国人民解放军军事检察院对郭伯雄涉嫌受贿犯罪案侦查终结，移送审查起诉。7月25日，郭伯雄因受贿罪一审被判处无期徒刑，褫夺上将军衔，郭伯雄本人当庭表示不上诉；随后郭伯雄被中央军委开除军籍。

## 仕途

### 早年经历
1942年7月，郭伯雄出生于陕西省礼泉县新时乡张则村。1958年8月，刚年滿16岁的郭伯雄，在初中毕业后参加当地工厂招工，被分配到陕西省兴平市一家编号“四零八”的兵工廠当工人。在三年學徒期满后，郭伯雄应征入伍，被分配到中国人民解放军陆军第十九军55师164团。入伍后两年，升为副班長；1963年，在加入中共后，荣升班长。一年后，部队决定将郭伯雄留在军中，并由士兵提升为干部（简称“提干”），担任164团的一个排长。

### 提升
郭伯雄在排长任上只干了三个月，就被调入164团机关任职，在政治处宣传股当干事；八个月后，转到164团司令部任参谋。也就是说，在提升为干部后刚一年的时间，郭伯雄已经升到了正连职军官。而在其后的20多年间，郭伯雄一直都在军中的作战训练部门任职，雖長期主管軍隊作戰訓練，但并無實戰經驗。1962年中印边境战争，當時19軍55師曾全師開進西藏，不過郭伯雄所在的164團僅擔當預備隊。
1970年，郭伯雄被提拔为164团作训股股长（副营级军官）；九个月后，进入第十九军军部，任作训处参谋（正营级军官）。此后十年，他被逐步提升，相继出任第十九军作训处副处长（正团级军官）、处长（副师级军官）。1981年，回到他刚入伍时待过的第十九军55师，任师参谋长；1983年，升任第十九军参谋长。1985年，中国人民解放军进行整编工作，陆军第十九军的编制被取消；郭伯雄进入兰州军区，出任军区副参谋长。
1990年4月，傅全有调任兰州军区司令员；两个月后，郭伯雄获重用，被安排出任兰州军区下辖的野战纵队第47集团军的军长，时年48岁。1992年10月，在傅全有升任解放军总后勤部部长、并在中共十四大上进入中央军事委员会后，曾在其手下工作过的一些兰州军区的将领随之受到重用；其中，郭伯雄就在1993年调升北京军区副司令员，开始担任副大军区级职务，时年51岁。1997年，在中共十五大召开前，郭伯雄被调回兰州军区，并晋升为军区司令员，担任正大军区级职务，时年55岁。香港《星島日報》引述解放军軍中人士称，江澤民担任中共中央總書記兼中央军委主席期间，李登輝曾抛出台獨言論，中共中央遍詢各大軍頭纷纷主戰，惟有郭伯雄反對，深合江泽民心意，成為郭伯雄再获升迁的契機。
两年后的1999年9月，在中共十五届四中全会上，除了胡锦涛被增补为中共中央军委副主席外，郭伯雄亦被增补为中共中央军委委员。就在当月，郭伯雄又晋升中国人民解放军上将军衔，并出任解放军常务副总参谋长，时年57岁。
2016年4月6日，郭伯雄被移送审查起诉之后，中国国内媒体披露，“西北狼”郭伯雄的崛起竟是源于一次站岗，报导大领导到兰州军区视察47军时，47军军长郭伯雄亲自带枪到大领导住所为其站岗，此举很受大领导赏识，从此郭官运亨通。

### 军方领袖

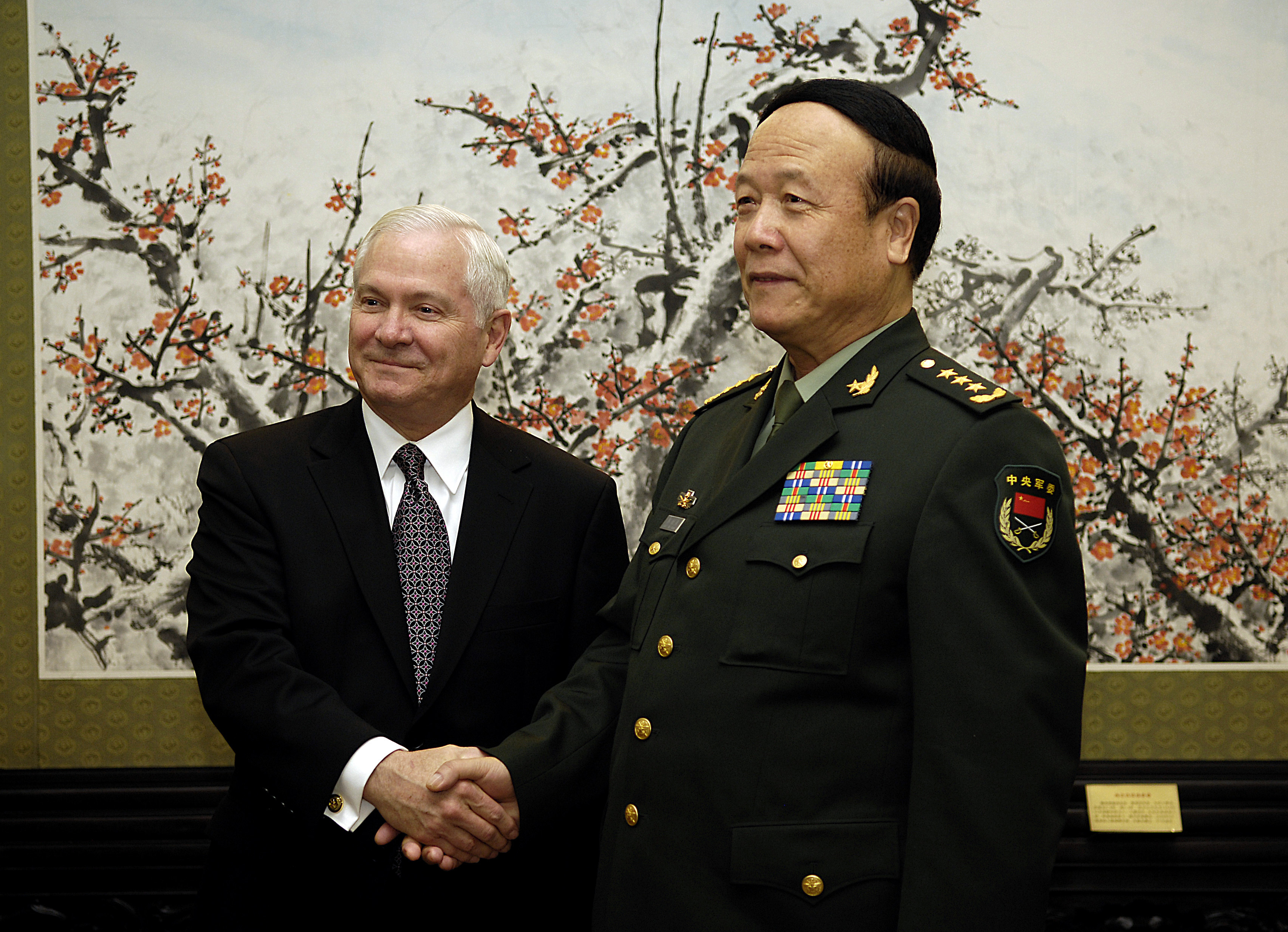
郭伯雄2007年与访华的美国国防部长罗伯特·盖茨会面

2002年11月中共十六届一中全会上，中央军委副主席胡锦涛当选中国共产党中央委员会总书记，同时已经从戎四十载，刚刚步入花甲之年的郭伯雄，当选为第十六届中共中央政治局委员、中共中央军委副主席，跻身党和国家领导人行列；并在次年3月当选中華人民共和國中央軍事委員會副主席；成为中国人民解放军的最高领导人之一。2002年中共十六大召開前，郭伯雄力挺江泽民卸任中共中央總書記後續任中共中央軍委主席。2007年10月，在中共十七届一中全会上，郭伯雄继续当选为中央政治局委员以及中央军委副主席。

### 汶川地震
2008年5月12日，总理温家宝赴灾区救援时，时任中央军委副主席郭伯雄在四川私设军队抗震指挥部，拒绝听从抗灾总指挥温家宝和时任中共中央总书记兼任军委主席胡锦涛的命令。温家宝在汶川地震时要调军队进灾区救灾，但军队不听指挥，温表示“我就一句话，是人民在养你们，你们自己看着办”。

### 卸任退休
2012年11月15日，70岁的郭伯雄在中共十八届一中全会后卸任中共中央政治局委员和中央军委副主席，并在2013年3月16日十二届全国人大一次会议后卸任中华人民共和国中央军事委员会副主席退休。

## 落马
中国共产党中央政治局于2015年7月30日正式公布对郭伯雄的审查一事，并宣布开除其党籍，移交司法机关处理。此前郭伯雄被查之事曾被中国大陆坊间广泛传闻，并被认为是在徐才厚之后中共反腐的下一个主要目标，被境外媒体多次报导。

### 被公布调查前的相关传闻
郭伯雄在2012年秋中共十八大之后卸任中央政治局委员，有较长一段时间没有公开现身。2013年3月5日，郭伯雄出席了在北京召开的第十二届全国人大第一次会议开幕式。2014年1月20日，郭伯雄和徐才厚同时陪同新任中共中央总书记、中央军委主席习近平出席中央军委慰问驻京部队老干部迎新春文艺演出，这也是郭徐二人最后一次公开露面。
据中国大陆境外媒体观察，原福州军区副政治委员王直遗体告別式2014年4月13日在福州举行，在官方媒体的报道中，范长龙、许其亮、常万全、张万年等一众军方现役和退役将领的名字入列军方吊唁名单，唯缺郭伯雄和徐才厚两位前中央军委副主席。
兰州军区于2014年7月进行人事调整，格外引起外界关注；因为71岁的徐才厚落马之前，他曾长期服役的沈阳军区于2014年1月进行了高层人事调整。
2014年7月10日，香港《明报》报道称，在徐才厚被开除党籍之际，郭伯雄也傳出涉及貪腐傳聞。该报称郭伯雄的兒子郭正钢夫婦因涉及相關案件確被中央軍委紀委帶走協助調查。2015年1月14日，郭正钢晋升少将。
2014年12月，郭伯雄原秘书刘志刚不再任北京军区副司令员，履新济南军区副司令员。
2015年3月2日，据中国军网消息，军队权威部门对外公布，其子郭正钢（浙江省军区副政委，少将军衔）因涉嫌违法犯罪，2015年2月10日军事检察机关对其立案侦查。
2015年3月3日，路透社发布独家报道，指据与军方关系密切的信源向其透露，郭伯雄正在接受中国官方的调查。
2015年3月5日，时任中国人民解放军总后勤部政委刘源出席人大会议，被媒体问及是否还有更大“老虎”，以及郭正钢之父是否也可能涉案被抓时，刘源对记者说：“你懂的。”
2015年4月11日，博讯网引“博闻社”爆料称：“本社驻港记者从可靠渠道了解，前军委主席郭伯雄已经被抓。据悉，抓捕是昨天进行的。因为抓捕郭伯雄涉及面和影响比徐才厚大，行动动静很大，因此北京政界知道的不少。”其真实性在当时未得到官方媒体的确认，但中纪委在7月30日开除郭伯雄党籍的公告中可知，郭在4月被查的传闻是真实的。
两天后（4月13日），博讯网又爆料称：“习近平不准备公开、高调处理郭伯雄的问题”，因为“两个副主席（徐、郭）都否定，在军内震动太大，有失控的危险。”，“据悉这个过程还在进行中，新架构的完整性、稳定性和可靠性都还未经测试。此刻动郭绝非上策。此刻动郭，在高级将领中制造恐慌与不安，恐怕只会对反习势力有利。”但其4月15日的文章，观点又与其相反：“各种迹象表明，中国军队反腐可能正在合围抓捕新的一个贪腐大老虎，在前军委副主席徐才厚之后，打虎剑指另一个前军委副主席郭伯雄。”
美国之音中文网报道，香港《南華早報》4月20日引述两名接近中国军队高层的消息人士的话说，“北京已经决定对已退休的中央军委前副主席郭伯雄展开调查，而且已经向军方高层简报郭伯雄的有关问题。”有分析称郭被查的主要原因是涉及军队腐败问题。
郭伯雄被查之事雖在中國坊間廣泛流傳，並遭境外媒體廣泛報道，但中共對此長期拒絕回應。6月，路透社引消息人士稱，遭受調查的郭伯雄正在受到癌症的折磨。中共擔心一旦起訴他，而他又像徐才厚突然病逝，外界會懷疑中央將他們毒死。但若郭在出庭受審前病逝，中共則可免去黨內高幹因貪腐受審的尷尬。

### 涉嫌犯罪被查
2015年7月30日晚10点左右，中国共产党中央纪律检查委员会官方网站突然刊登消息，宣布郭伯雄涉嫌犯罪，中共中央决定开除郭伯雄的党籍，并将其涉嫌犯罪问题及线索移送司法机关依法处理：
|  | 7月30日，中共中央政治局会议审议并通过中央军委纪律检查委员会《关于对郭伯雄组织调查情况和处理意见的报告》，决定给予郭伯雄开除党籍处分，对其涉嫌严重受贿犯罪问题及线索移送最高人民检察院授权军事检察机关依法处理。2015年4月9日，中共中央依照党的纪律条例，决定对郭伯雄进行组织调查。经查，郭伯雄利用职务便利，为他人谋取职务晋升等方面利益，直接或通过家人收受贿赂，严重违反党的纪律，涉嫌受贿犯罪，情节严重，影响恶劣。 |

2016年4月5日，新华社报道，郭伯雄受贿侦查终结，移送审查起诉。
|  | 中国人民解放军军事检察院查明郭伯雄利用职务便利，为他人职务晋升或调整提供帮助，直接和通过家人收受贿赂，数额特别巨大。郭伯雄对涉嫌受贿犯罪事实供认不讳。 |

中國新聞週刊指出郭伯雄的儿媳吴芳芳曾一次性收取面料市场的商戶1.8亿元人民幣的租金。郭伯雄的女儿郭永红及女婿牽涉军队的部分采购生意。许其亮在人民日报上指控郭伯雄與徐才厚结党营私，虚化弱化军委主席负责制。
2016年4月6日，中国人民解放军军事检察院负责人答记者问时，提到对郭伯雄军衔、军籍，以及其家人的处理意见：
|  | 由军事法院判决依法剥夺其军衔；而后由军队有关单位决定开除其军籍。 |

|  | 郭伯雄家人及其他涉案人员涉嫌犯罪的，根据查明的事实证据，依法处理，绝不姑息。 |

2016年7月25日，郭伯雄因犯受贿罪被军事法院判处无期徒刑、剥夺政治权利终身，并处没收个人全部财产，赃款赃物上缴国库，剥夺上将军衔。郭伯雄当庭表示服从法院判决，不上诉。
2017年10月2日，由中央军委政治工作部和中央电视台联合制作的专题片《强军》第五集首次曝光了郭伯雄的庭审画面，白发苍苍的郭伯雄坐在被告席，身后坐着两名年轻校官，他用浓重的陕西口音做陈述：“党中央、中央军委对我的处理是完全正确的。我一定要老实认罪，承担罪责。”

### 與江澤民的關係
郭伯雄曾獲得前中央軍委主席江澤民的提拔，與徐才厚同為江在軍中的重要親信。
香港报章《南華早報》2015年3月援引軍方消息人士稱，徐才厚和郭伯雄是江泽民卸任後繼續施展決策影響的代理人，架空而使時任軍委主席胡錦濤陷入孤立。另一位軍委副主席徐才厚曾對郭伯雄說：「讓他（指习近平）幹5年就滾蛋！」徐和郭的相繼落馬被一些觀察家看做是對江的直接威脅。

### 各方评论
新华社公布郭伯雄被查当天，《解放军报》旗下的中国军网于晚22点04分发布的署名评论标题为《反腐肃贪再出重拳　强国强军势不可挡》，评论说：“郭伯雄落到今天这个地步，完全是咎由自取。他当年身居庙堂之高、肩负领军之责，本应一心为公、严于律己，却把党和人民的重托抛诸脑后，将三军将士的期望撇在一边，利欲熏心、私欲膨胀，在诱惑面前腐化变质，打了败仗。其所作所为完全背离了党的性质和宗旨，严重损害了党和人民军队的形象，造成极其恶劣的社会影响，实在是党纪难容、国法难恕，将被永远钉在历史的耻辱柱上。”评论甚至对此前的种种传闻作出了回应，指出：“查办郭伯雄这件事，此前坊间早有传闻。不乏有人猜测和担忧，查了徐才厚，再查郭伯雄，会不会对全军上下震动太大了，对人民军队形象的损伤太深了，中央能不能下这个决心？这种担忧显然低估了我们党惩治腐败的坚定决心，低估了党中央和习主席在全军官兵中的崇高威望，低估了人民子弟兵对党和人民的无限忠诚……郭伯雄、徐才厚的所作所为，广大官兵本身就是受害者，对其恶劣行径无不深恶痛绝，现在他们落马了，只能使我们的官兵更加紧密地凝聚在党的旗帜下。事实证明，惩腐肃贪越坚决、越有力、越彻底，军队将越纯洁、越巩固、越强大。”这篇评论使用了最新政治热词，号召“全军上下令行景从、立行立改，严守政治纪律和政治规矩，政令军令更加畅通”。
7月30日当晚23点，《人民日报》发表评论《铁腕反腐凝聚党心民心》指出，“横下一条心来反腐败，绝非一时兴起，也不是和谁过不去，而是要承担起历史和人民赋予的责任。不得罪成百上千的腐败分子，就要得罪13亿人民，也要得罪听党话、守规矩的广大党员干部，这是一笔再明白不过的民心账、政治账。”不同之处在于，《人民日报》强调未来，明确指出，坚决惩治腐败，不是权宜之计；查处腐败问题，也“不搞”“适可而止”。当前党风廉政建设和反腐败斗争形势依然严峻复杂，这是一场“输不起的攻坚战”，越到紧要关头越不能“一篙松劲”，越是胶着状态越要持续发力。
7月31日凌晨2点，在郭伯雄案被官方公布之后的第二天，《解放軍報》又一篇署名“本报评论员”的文章出炉，标题则是《坚决拥护党中央的正确决定》，表示“解放军全军和武警部队官兵拥护中共中央严肃查处郭伯雄严重违纪涉嫌违法犯罪的问题，坚决拥护党中央的决定，并在思想、政治、行动上与党中央、中央军委、习近平主席保持高度一致。”在这篇评论中，各大单位宣誓“效忠党中央”的顺序依次为：总参党委、总政党委、总后党委、总装党委、海军党委、空军党委、二炮党委、沈阳军区党委、北京军区党委、兰州军区党委、济南军区党委、南京军区党委、广州军区党委、成都军区党委、军事科学院党委、国防大学党委、国防科技大学党委和武警部队党委。
《财新网》7月30日晚发表长篇报道《郭伯雄沉浮》，文章先比较了两只超级“军虎”的从军经历并得出结论：“郭伯雄比徐才厚在党内和军中的资历更深，原因是郭“自2002年11月中共十六大起，曾连续担任两届中央政治局委员和两届中央军事委员会副主席，执掌中国军队军事管理权长达十年之久，而徐才厚则是2004年9月十六届四中全会始被任命为中央军事委员会副主席，三年之后的十七大才进入政治局。”
7月31日，《环球时报》发表社评《郭伯雄 又一个没控制住私欲的悲剧》，文章说：“对于超级“军虎”落马，环球感慨，上一届军委的两位副主席徐才厚和郭伯雄都因贪腐东窗事发，这对解放军的声誉将有什么样的影响，如果倒退几年人们几乎不敢去想。”评论进一步说，如今这两只超级老虎都被戳破原形。所以说，位高权重者谁也不要以为自己触犯党纪国法，国家和社会可能会为了“顾全大局”对他网开一面。环球甚至调侃，出来混，总是要还的。江湖市井的这一总结却有着深刻道理。结论是，再大的官也不是“天”，只有宇宙中人世间最基础的法则才是永恒不变的。
11月19日，《解放军报》发表评论，“怒批郭伯雄徐才厚伤部队太重 敌多年办不到”，文章称：“严守政治纪律政治规矩，当前最重要最紧迫的就是从源头上彻底肃清郭伯雄、徐才厚案件的流毒影响，把被搞混的是非正过来、被搞乱的规矩立起来、被搞坏的风气扭过来。”
2016年3月2日，中央军委副主席许其亮在出席中央军委纪委扩大会议时强调：“彻底肃清郭伯雄、徐才厚案件流毒影响。”
2016年4月6日，《海外网》转载文章“郭伯雄家人以前看病领导迎接 2014年后没人理”，文章称：“随着全国反腐力度不断加大，很多人开始疏远与郭家的关系。有媒体报道，4年前，郭伯雄的老岳父去世，薛录村街道停满豪车，很多是部队和地方领导。2015年正月，郭的岳母去世，郭伯雄回去住了几天，一切都很低调，追悼会也是在屋里举行的，没有大人物吊唁。岛叔的朋友则称，在西安，以往郭家老人去看病，相关医院都会领导亲自安排迎接，准备最好的病床；2014年开始，这一待遇则颇显“人走茶凉”，没什么人理了。”
2016年4月13日，微博“长安街知事”转发段子：“郭伯雄徐才厚友谊的小船是怎样说翻就翻的”，被各媒体转载。
2016年5月1日，国内媒体报道：“郭伯雄闻秘书出事，曾匆忙出医院回住所。”
2016年5月4日，针对国内红极一时的“莆田系&武警二院误诊事件”，中国军事网发表文章《徐郭都被拿下 清理医疗环境还会藏着掖着?》。
2016年5月25日的《解放军报》，刊发了《习主席国防和军队建设重要论述读本（2016年版）》中的文章《充分发挥政治工作生命线作用》，文章提到：“郭伯雄徐才厚贪腐骇人听闻，但还不是要害。”同时文章再度强调所谓“政治底线”，即“守纪律、讲规矩，首先要对党忠诚。天下至德，莫大于忠。对党忠诚老实、保守党的秘密、永不叛党。”文章同时批判“郭、徐把党纪军规当儿戏，把手中权力当作聚敛钱财、收买人心的工具，伤害和影响是敌对势力多少年想办而没能办到的。”
2016年12月22日，《解放军报》头版刊发题为《什么是真正的忠诚》的评论文章，特别提到：“郭徐严重损害党的团结统一，严重削弱党的创造力凝聚力战斗力，严重破坏军委主席负责制”。
2016年12月29日，国内媒体在报道前武警司令王建平落马的新闻时，称：“另有分析认为，王建平落马，与周永康贪腐案有很大关系，其勾结“窃国大盗”郭伯雄、徐才厚贪污渎职也是问题之一。2009至2014年间，王建平曾直接向时任中央政法委书记周永康报告工作。”这是媒体第一次用“窃国大盗”形容郭伯雄和徐才厚。 
2017年3月29日，据新华社报道，中央军委纪委驻军委国防动员部纪检组组长郑明宝少将，在解放军军事科学院与国家国防动员委员会综合办公室联合主办《国防》杂志上发表一篇文章（题为《肃清郭徐流毒 还国防动员系统海晏河清》），称严重违反军委主席负责制，是郭徐严重违纪违法最突出的要害：“郭徐对此（军委主席负责制）不仅法律上不理解、感情上不重视，行动上更是与此背道而驰。当面表态很‘迅速’、展示态度很‘坚决’，但直到郭徐下台之前，他俩始终以各种各样所谓的‘实际情况’‘部队稳定’为幌子，推三阻四、久拖不决，严重迟滞了国防和军队改革进程。这是郭徐对军委主席负责制核心制度的公然违抗和背叛。”
2018年8月3日，《人民日报》发表评论员文章：“新时代领导干部必须旗帜鲜明讲政治”，文中提到：党中央果断查处周永康、薄熙来、郭伯雄、徐才厚、孙政才、令计划严重违反党的政治纪律和政治规矩、政治野心膨胀、搞阴谋活动等问题，铲除政治腐败和经济腐败相互交织形成的利益集团，消除重大政治隐患。
2018年9月6日，中央军委党的建设会议召开18天之后，中央军委印发了《关于加强新时代军队党的建设的决定》,在第三段“强化党对军队绝对领导”中提出：“聚焦绝对忠诚加强政治锻造，加强忠诚度鉴别和政治考察，深化政治整训，全面彻底肃清郭伯雄、徐才厚流毒影响。”郭徐二人首次写入中央军委印发并公开的正式文件中。
2018年9月20日，《中国纪检监察》杂志发布了“政治生态如何评判”系列评论，提到：“从查处的周永康、薄熙来、郭伯雄、徐才厚、孙政才、令计划案件看，他们……结成利益集团，……后果甚至比腐败问题更严重。”
2019年11月21日，《人民日报》发表中央军委副主席许其亮的署名文章《坚持和完善党对人民军队的绝对领导制度（深入学习贯彻党的十九届四中全会精神）》，指出：“郭伯雄、徐才厚擅权妄为、结党营私，虚化弱化军委主席负责制，给党对军队的绝对领导造成极大危害，给军队建设造成巨大损失。”
2020年12月3日，《人民日报》发表文章《在党的旗帜下铸牢军魂——全军坚持用习近平新时代中国特色社会主义思想和习近平强军思想铸魂育人综述》，指出：“全军紧紧扭住‘四个不纯’‘七个弱化’等问题，全面彻底肃清郭伯雄、徐才厚、房峰辉、张阳流毒影响，结合党内教育和组织生活，从党性层面检视问题，从灵魂深处铲除病根，持续深化政治整训，纯正政治生态。”
然而，中國境外的許多評論人士認為，习近平展開「蒼蠅、老虎一起打」的反腐運動，實際目的是「消滅他的政治對手」。

## 家族

### 父母
- 郭孝西，生于1913年，普通农民
- 曹氏，生于1924年

### 兄弟姐妹
- 郭伯礼， 郭伯雄二弟，据他的本村小学同学透露，郭伯礼在本村念完小学后，连初中都没上就去了郭伯雄呆过的408厂打工，后来参军，并随着大哥的不断高升一路升至某军分区领导；但亦有村民表示，郭伯礼只是经营着军队生意，“发着大财”[51]
- 郭伯荣，郭伯雄三弟，礼泉县烟草专卖局副局长，退休后在西宁居住
- 郭伯权，郭伯雄四弟，曾任陕西省民政厅厅长，现任陕西省人民政府参事室党组副书记、省文史馆馆长
- 郭伯营，郭伯雄五弟，陕西省军区军人服务社政委，副师级待遇
- 郭慧莲，郭伯雄大妹，因与夫家生气，将子女先推入井内后，自己也跳井自杀。
- 郭会莲，郭伯雄小妹

### 妻子
- 何秀莲，据媒体报道，她在军队人事安排上充当了郭家对外联络人的角色，军级以上干部想升职一般通过何秀莲来运作。尤其是非陕西籍或兰州军区的干部，本来和郭伯雄搭不上界，都会想办法认识何秀莲。而何在收到钱后会告诉郭伯雄送钱者的诉求，如果郭伯雄明确告知不行，这钱就退回去了；如果郭伯雄默不作声，这钱就收下了，当然事情也会给办的[51]。

### 儿女
- 儿子：郭正钢，原浙江省军区副政委。2015年2月10日，晋升少将军衔仅47天后落马
- 女儿：郭永红，原名郭粉丽，从兰州大学毕业后曾赴美留学。据媒体报道，她与丈夫染指了军队的部分采购生意[51]

### 其他亲属
- 儿媳：吴芳芳，浙江桐庐人，2012年12月再婚嫁给郭正钢，婚后两个月产下一子，曾利用军地“圈钱”盖烂尾楼杭州中国五金机电城，并向公众集资至少12亿元无法退还[51]
- 妻舅：何嘉杰，2013年1月被破格提升为陕西省军区副政委；现任新疆军区政治部副主任，少将军衔
- 侄子：郭正野，郭伯礼之子，兰州军区六十一师副师长
- 侄子：郭正颖，郭伯权之子，陕西省军区军务动员处正营职参谋
- 侄子：郭磊，郭伯营之子，营级军官
- 内甥：何备战，西安卫星测控中心后勤部长
- 内甥女：何战丽，任职于西安市碑林区政府
- 内甥：何战勇，北京某部军官

## 相关人物

### 政界
- 江泽民（前中共中央总书记兼中央军委主席，郭的主要提拔者）
- 周永康（前中共中央政治局常委兼中共中央政法委书记，郭的政治盟友）[52]
- 薄熙来（中共中央政治局原委员兼重庆市委原书记，郭的政治盟友）[52]
- 令计划（前中共中央书记处书记、原第十二届全国政协副主席、中共中央统战部部长，郭的政治盟友）[52]

### 军界
- 徐才厚，被查期间病逝的前中央政治局委员、中央军委副主席
- 房峰辉，原中央军委委员、中央军事委员会联合参谋部参谋长，曾称郭伯雄为“姐夫”，于2018年1月宣布落马
- 田修思，原空军政委，上将军衔，2016年7月落马